# MTV The Most
MTV The Most è un programma a puntate, nato nel 2008 e presentato dal vj Francesco Mandelli. Il programma è giunto alla terza stagione.

## Prima e seconda edizione
Ogni puntata è strutturata sotto forma di classifica, composta da 10 posizioni, dedicate ai momenti migliori della carriera di un dato gruppo o cantante. Alla fine del programma segue MTV The Most Videos, una classifica dei cinque o sei migliori video dell'artista a cui è stata dedicata la puntata.
- Justin Timberlake
- Spice Girls
- Britney Spears
- Take That
- Jennifer Lopez
- Michael Jackson
- Kylie Minogue
- Madonna
- Laura Pausini
- Lenny Kravitz
- Gwen Stefani
- Ligabue
- Christina Aguilera
- Jovanotti
- Beyoncé
- Guns N' Roses
- Eminem
- Mariah Carey
- Vasco Rossi

## Nuova edizione
A partire da marzo 2009 è iniziata la terza edizione dello show, con una novità; da questa edizione si orienterà verso uno sviluppo tematico e di scenario e non più di monografie. Tratterà infatti in ogni puntata un tema diverso. Lo stile di vita, gli scandali, i gossip, le bellezze e gli idoli caratterizzano i temi che verranno affrontati:
- Sensational Babes - Lunedì 2 marzo
- Teen Idols - Lunedì 9 marzo
- Expensive Lifestyles - Lunedì 16 marzo
- Sexy Boys - Lunedì 23 marzo
- Star Fights - Lunedì 30 marzo
- Hot Couples - Lunedì 13 aprile
- Gay Icons - Lunedì 20 aprile
- Shocking Scandals - Lunedì 27 aprile
- Plastic Celebrities - Lunedì 4 maggio
- Funny Moments - Lunedì 11 maggio

### Sensational Babes
Le donne più sexy ed esplosive della musica e del grande schermo.
1. Monica Bellucci
2. Kate Moss
3. Jessica Alba
4. Beyoncé Knowles
5. Gwen Stefani
6. Angelina Jolie
7. Rihanna
8. Scarlett Johansson
9. Shakira
10. Christina Aguilera

- The Most Videos: Rihanna - Umbrella

### Teen Idols
Gli idoli dei teens di oggi e del scenario passato.
1. Tokio Hotel
2. Avril Lavigne
3. Finley
4. Duran Duran
5. Backstreet Boys
6. Take That
7. Jonas Brothers
8. Spice Girls
9. Robert Pattinson
10. New Kids on the Block

- The Most Videos: Avril Lavigne - "Sk8er Boy"

### Expensive Lifestyles
Tutti i vizi delle star che vivono uno stile di vita solo nel lusso.
1. Paris Hilton
2. Jennifer Lopez
3. David Beckham
4. Tom Cruise
5. Mariah Carey
6. Sean Combs
7. Elton John
8. Michael Jackson
9. Flavio Briatore
10. Hugh Hefner

- The Most Videos: Michael Jackson - "Thriller"

### Sexy Boys
Le icone maschili e gli idoli "da poster".
1. Johnny Depp
2. Justin Timberlake
3. Jared Leto
4. Riccardo Scamarcio
5. Lenny Kravitz
6. Ashton Kutcher
7. Jim Morrison
8. Axl Rose
9. Pharrell Williams
10. Robbie Williams

- The Most Videos: Thirty Seconds to Mars - "From Yesterday"

### Star Fights
I combattimenti e le sfide più suggestive delle star internazionali
1. Britney Vs Media
2. Liam Gallagher Vs Noel Gallagher
3. West Coast Vs East Coast
4. Valentino Rossi Vs Max Biaggi
5. Courtney Love Vs Tutti
6. Fabri Fibra Vs Grido dei Gemelli Diversi
7. Eminem Vs Moby
8. Paris Hilton Vs Nicole Richie
9. Kid Rock Vs Tommy Lee
10. Italia Vs Francia

- The Most Videos: Britney Spears - "Piece of Me"

### Gay Icons
Le icone gay di oggi e di ieri
1. Madonna
2. Kylie Minogue
3. Gloria Gaynor & Donna Summer
4. Raffaella Carrà
5. Village People
6. Miguel Bosé
7. Paola & Chiara
8. Renato Zero
9. Grace Jones
10. Freddie Mercury

- The Most Videos: Queen - "I Want to Break Free"

### Plastic Celebrities
Tutti i divi che hanno usato la plastica.
1. Pamela Anderson
2. Michael Jackson
3. Cher
4. Tori Spelling
5. Silvio Berlusconi
6. Brigitte Nielsen
7. Fergie
8. Pete Burns
9. Valeria Marini
10. Madonna

- The Most Videos: Madonna - "Hung Up"